# Matchless Model 35/D80
De Matchless Modellen 35/D80 en 35/D90 waren motorfietsen die het Britse merk Matchless in 1935 produceerde.

## Model 35/D80
In 1935 bracht Matchless drie totaal verschillende 500cc-modellen uit, die ook zeer verschillende motorblokken hadden. Allereerst het Matchless Model 35/CS met een "vierkante" kopklepmotor waarvan de boring en de slag allebei 85,5 mm bedroegen. Daarnaast twee langeslag-modellen met een boring van 82,5 mm en een slag van 93 mm. Het Model 35/D80 had ook een kopklepmotor, maar het Model 35/D5 had een zijklepmotor. Al deze machines hadden een ongeveer 25º voorover hellende cilinder, een ontwerp dat in 1936 zou verdwijnen, behalve op het Model D/5.
Het Model 35/D80 had een "Lo-Ex" aluminium zuiger. De krukas was gelagerd met kogellagers en de drijfstang had een extra stevig dubbel kogellager. Er was een handbediende kleplichter om het starten te vereenvoudigen. Het had een dubbele uitlaatpoort ("Twin Port") en volgens de mode onder sportieve rijders werd het geleverd met swept back pipes, maar klanten konden zonder meerprijs ook laaggeplaatste uitlaten laten monteren. De olietank voor de dry-sumpsmering zat onder de tank. Het was nog het rechthoekige 1,7-liter model dat in dit jaar voor het laatst werd gebruikt, net als het rechthoekige leren gereedschapstasje dat aan de onderste buis van het achterframe was gehangen. De vierversnellingsbak had voetschakeling met een verstelbaar pedaal. De primaire ketting liep in een oliebad, de secundaire ketting in een open kettingkast. Het voorste kettingtandwiel had een transmissiedemper. De machine had al een moderne middenbok, maar ook nog een ouderwetse voorwielstandaard. Er waren drie frictiedempers op de voorvork gemonteerd: twee schokdempers en een stuurdemper. De machine kostte inclusief Lucas Industries elektrische verlichting en claxon en magdyno 54 pond. Een afneembare bagagedrager kostte 15 shilling extra.

## Model 35/D90
Het Model 35/D90 was vrijwel identiek aan het Model 35/D80, maar onderhuids veel sportiever. Het had een getunde motor met gepolijste vliegwielen, drijfstang en uitlaatpoorten en een "high compression-zuiger.

## Model 35/D80 De Luxe en 35/D90 De Luxe
De "De Luxe"-modellen werden geleverd met verchroomde randen langs de spatborden, een grotere koplamp, snelheidsmeter, oliepeilindicator en een verlicht instrumentenpaneel op het stuur.